# Amenemhet IV.
Amenemhet IV. byl sedmý a předposlední faraon z 12. dynastie vládl v letech 1772–1764 př. n. l.

## Vláda

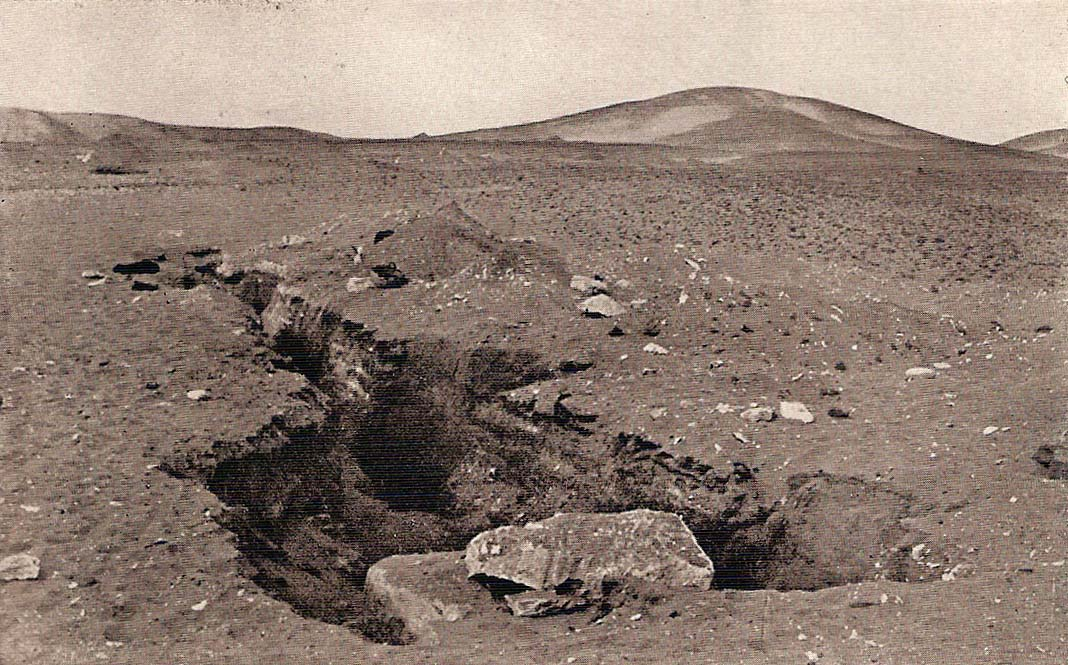
Pyramida Amenemhat IV. Muzghana – jižně od Dahšúru; foto r. 1911

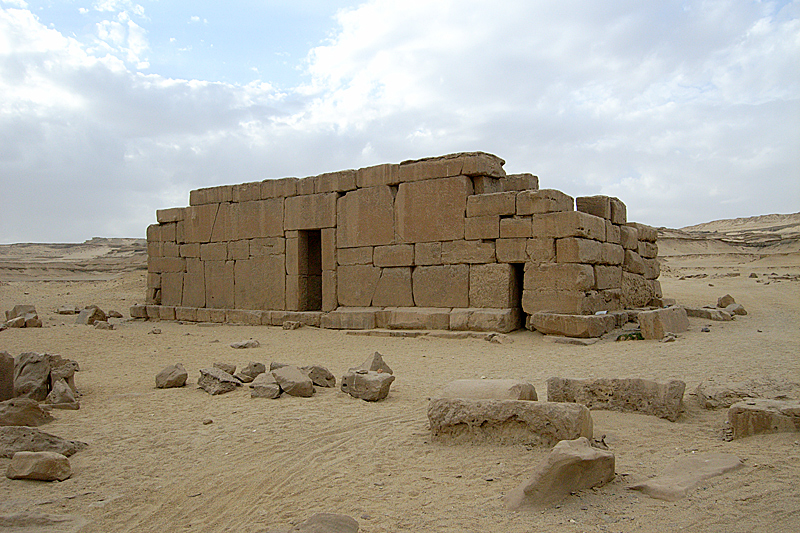
Chrám Qasr el-Sagha

Po dlouhých 46 letech vlády Amenemheta III. zdědil jeho syn (respektive možná jeho vnuk nebo nevlastní/adoptivní syn?) Amenemhet IV. říši v určitém stádiu stagnace. Správní struktury se opotřebovaly, ambice správců v lokálních oblastí s rozdílnou hospodářskou úrovní na rozsáhlém území mezi deltou Nilu a jižní hranicí s Núbií vytvářely podmínky pro celkový úpadek. Navíc se zintenzívněla imigrace asijských populací, které pronikaly zejména do úrodnější delty Nilu. Amenemhet IV. zřejmě nebyl schopen posílit svoji centrální moc a zřejmě se potýkal i s ekonomickými problémy a s tím spojenou vojenskou slabostí, v důsledku čehož byla jeho neschopnost zabránit asijské migraci, z počátku zejména do nilské delty. To nakonec vedlo k vzestupu Hyksósů a ovládnutí Horního Egypta. Následující 13. dynastie s nepřehlednou vládnoucí strukturou a celkovým úpadkem je již počítána do Druhého přechodného období, které trvalo asi 220 let až do nástupu 18. dynastie a opětného rozkvětu egyptské společnosti, kultury a hmotného bohatství.

## Pyramida

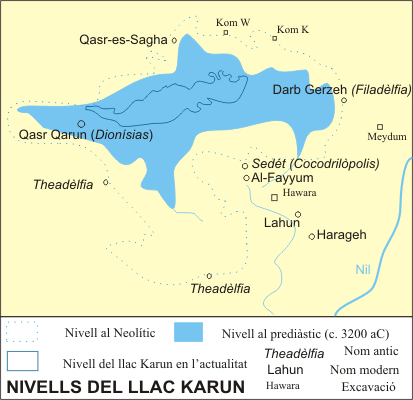
Jezero Quaran v oáze Fajjúm

Pyramida postavená z hliněných bloků jižně od Dáhšúru, která byla prozkoumána Williamem Petriem, zřejmě patřila Amenemhetovi IV. a jeho ženě Sebeknofru (dceři Amenemheta III. a patrně též jeho nevlastní sestře). Z dalších staveb přičítaných Amenemhetovi IV. stojí za zmínku malý chrám v El-Sagan (Qasr el-Sagha) severně od jezera Qaurn v neobydlené poušti, který prvně prozkoumal německý botanik a paleontolog George Schweinfurt roku 1884.

## Konec dynastie
12. dynastie se konsolidovala po Prvním přechodném období za vlády Amenemheta I. a v dlouhodobější dynastické posloupnosti (asi 190 let), kdy byl většinou následník trůnu v závěru života otce jeho spoluvládcem a přejímal zkušenosti ze správy země, udržoval stabilizovanou správní strukturu úředníků a v podstatě dále rozvíjel projekty zahájené v předchozích generacích. Byly to obdivuhodné projekty zúrodnění bažinaté oázy Fajjúm, vytvářením promyšleného odvodňovacího systému ve vazbě na jezero Meoris a propojení na řečiště Nilu. Druhým nejvýznamnějším projektem bylo dobudování kanálu Mer-Wer (nyní Bahr Yussef, Josefův kanál) mezi Nilem a Rudým mořem, řada monumentálních staveb, pyramid a chrámů. Vyspělou řemeslnou a výtvarnou úroveň dokládají artefakty pocházející z doby vlády Senusreta III. Nicméně během dlouhé vlády Amenemheta III. (~45 let) se jednak narušila dynastická posloupnost (následníkem byl patrně až vnuk či adoptivní syn), centrální řízení správy země se rozvolnilo a lokální správci hájili především své zájmy. To vše vytvářelo podmínky pro diferenciaci ekonomické rovnováhy mezi severem a jihem země. Současně se zvětšily imigrační tlaky asijských populací do úrodné nilské delty. Postupně se v poslední fázi vlády 12. dynastie vytvářely podmínky pro kolaps, tak jak jsou popisovány českým egyptologem Miroslavem Bártou. Krátkodobá asi tříletá vláda královny Sebeknofru již postupný vývoj v zemi neovlivnila. 
Následující 13. dynastie zmíněné atributy zhrouceného státu již v celé šíři naplňovala. Během asi 116 let se na vládě podílelo ~65 králů, jejichž identita je problematická, v zemi vládl chaos, došlo ke ztrátě úrodného území v deltě Nilu, kterou ovládli asijští Hyksósové. Ti postupně dominovali celému Egyptu a založili vlastní vládnoucí 15. dynastii. Toto celé období se pak řadí do Druhé přechodné doby, která trvala až do nástupu 18. dynastie po asi 230 letech.